# Adam Devreux
Pour les articles homonymes, voir Devreux.
Adam, de son vrai nom Adam Devreux, né le 11 août 1969 à Charleroi (province de Hainaut), est un auteur de bande dessinée humoristique belge. 
Alors qu'il revenait d'un voyage d'Amérique latine en 2001, il s'est présenté pour être l'assistant de Midam pour boucher les trous du magazine Kid Paddle, et ça a tout de suite marché.

## Biographie
Adam Devreux naît le 11 août 1969 à Charleroi.
À quatorze ans, Adam Devreux suit un cours de bande dessinée chez Vittorio Leonardo. Il a ensuite fait plusieurs études artistiques et, à 18 ans, il assiste Batem graphiquement sur le marchandisage du Marsupilami. Il a l'occasion de rencontrer André Franquin et de collaborer avec Yann sur quelques planches à l'élaboration de gags avec les personnages de Franquin : le Marsupilami et Petit Noël .
Ensuite, il travaille pour le magazine Spirou, où il dessine environ 37 pages de la série western Glenn Duncan avec des scénarios de Denis Lapière en 1991. La coopération avec ce dernier ne fonctionne pas, et dans les années suivantes, Adam travaille sur d'autres projets artistiques. Il se tourne vers l'animation, et travaille brièvement à l'atelier de Tome et Janry. Pendant trois ans, il travaille comme infographiste pour une société de jeux vidéo à Namur,.
En 2000, il abandonne toutes ses activités et part six mois en Amérique latine. Après son retour, il trouve un emploi dans un centre culturel latino-américain, et devient l'assistant de Midam, l'auteur de Kid Paddle. Avec Midam, il crée la populaire série dérivée Game Over, qui est apparue pour la première fois dans Spirou en 2003. En outre, Adam dessine l'album humoristique Harding was here, scénarisé par Midam, et publié par Quadrants en 2008. 
De 2012 à 2016, il participe à Grrreeny, l’histoire d’un petit tigre vert qui s'intéresse à la biodiversité publiée chez MAD Fabrik (4 albums).
En 2022, il se révèle auteur complet avec la série Maya pour laquelle il réalise seul le scénario et le dessin, la mise en couleur est assurée par Philippe Ory et dont le premier tome Poussière d’étoiles, est publié dans la collection « Tchô ! » aux éditions Glénat en septembre 2022. Cette série jeunesse conte les interrogations sur le monde qui l’entoure d'une petite fille de huit ans en compagnie de son ami Leonardo. Maya aborde des thèmes de société et oscille entre poésie et réflexions métaphysiques avec une dose d’humour. Selon Laurent Lessous dans sa chronique sur le site BDzoom : « Adam est étonnant de facilité dans sa première bande dessinée comme auteur complet. Maya T1 : Poussière d’étoiles est une suite fluide d’histoires courtes autour d’une petite fille au répondant aiguisé. L’assistant de Midam sur des séries d’humour comme Game Over et Kid Paddle, dispose d’un trait léger et efficace tant dans la narration que pour l’expression de sentiments parfois complexes. Ce n’est pas la moindre qualité de la bande dessinée que de réserver aux lecteurs quelques séquences très émouvantes sur la résilience de l’héroïne et avec un cliffhanger surprenant. ». La série compte deux volumes en 2025. 

### Albums de bande dessinée
Game Over
- 1. Blork Raider[13], Dupuis, Marcinelle, octobre 2004
Scénario : Augustin, Bercovici, Thiriet et Midam - Dessin : Midam - Adam - Couleurs : Angèle -  (ISBN 2800135921)
- 2. No Problemo, Dupuis, Marcinelle, août 2006
Scénario : Augustin, M. Fourrier, Midam - Dessin : Midam - Adam - Couleurs : Angèle -  (ISBN 2800136952)
- 3. Gouzi gouzi gouzi, Dupuis, Marcinelle, octobre 2008
Scénario : Marin, Midam, Noblet et  Salma - Dessin : Midam - Adam - Couleurs : Angèle -  (ISBN 9782800140230)
- 4. Oups[14] !, Dupuis, Marcinelle, 5 novembre 2009
Scénario : Midam - gameoverforever - Dessin : Midam - Adam - Couleurs : Angèle -  (ISBN 9782800145501)
- 5. Walking Blork, Mad Fabrik, 20 août 2010
Scénario : Midam - gameoverforever - Dessin : Midam - Adam - Couleurs : Angèle -  (ISBN 9782960093834)
- 6. Sound of Silence, Mad Fabrik, mars 2011
Scénario : Midam - Patelin - Dessin : Midam - Adam - Couleurs : Ben BK -  (ISBN 9782930618050)
- 7. Only For Your Eyes[15], Mad Fabrik, 30 novembre 2011
Scénario : Midam - Thitaume - Dessin : Midam - Adam - Couleurs : Ben BK -  (ISBN 978-2-930618-14-2)

1. Cold Case, affaires glacées[16], 2012, MAD Fabrik,  (ISBN 978-2-9306-1825-8).

- 9. Bomba fatale, Glénat, coll. « Mad Fabrik », Grenoble, 14 novembre 2012
Scénario : Midam - Patelin - Dessin : Midam - Adam - Julien Mariolle - Philippe Auger, Netch - Couleurs : Ben BK -  (ISBN 978-2-9306-1830-2)
- 10. Watergate, Glénat, coll. « Mad Fabrik », Grenoble, 21 août 2013
Scénario : Midam - Thitaume - Dessin : Midam - Adam - Julien Mariolle - Philippe Auger - Couleurs : Ben BK -  (ISBN 978-2-9306-1852-4)
- 11. Yes, I can !, Glénat, coll. « Mad Fabrik », Grenoble, 13 novembre 2013
Scénario : Midam - Patelin - Dessin : Midam - Adam - Julien Mariolle - Couleurs : Angèle -  (ISBN 978-2-930618-54-8)
- 12. Barbecue royal, Glénat, coll. « Mad Fabrik », Grenoble, 27 août 2014
Scénario : Midam - gameoverforever.com - Dessin : Midam - Adam - Couleurs : Ben BK -  (ISBN 978-2-7234-9976-7)
- 13. Toxic affair[17], Glénat, coll. « Mad Fabrik », Grenoble, 21 octobre 2015
Scénario : Midam - Patelin - Dessin : Midam - Adam - Couleurs : Angèle -  (ISBN 978-2-7234-9977-4)
- 14. Fatal attraction, Glénat, coll. « Mad Fabrik », Grenoble, 14 septembre 2016
Scénario : Midam - Benz - Dessin : Midam - Adam - Couleurs : Ben Bk -  (ISBN 978-2-7234-9978-1)
- 15. Very Bad Trip[18], Glénat, coll. « Mad Fabrik », Grenoble, 9 novembre 2016
Scénario : Midam - Patelin - Dessin : Midam - Adam - Couleurs : Angèle -  (ISBN 978-2-7234-9979-8)
- 16. Aïe aïe eye, Glénat, coll. « Mad Fabrik », Grenoble, 4 octobre 2017
Scénario : Midam - gameoverforever.com - Dessin : Midam - Adam - Couleurs : Ben BK -  (ISBN 978-2-7234-9980-4)
- 17. Dark Web, Glénat, coll. « Mad Fabrik », Grenoble, 31 octobre 2018
Scénario : Midam - Valérian - Dessin : Midam - Adam - Couleurs : Angèle -  (ISBN 978-2-7234-9981-1)
- 18. Bad Cave, Dupuis, Marcinelle, 31 octobre 2019
Scénario : Midam - Thitaume - Dessin : Midam - Adam - Couleurs : Ben BK -  (ISBN 979-1-0347-4357-5)
- 19. Beauty Trap, Dupuis, Marcinelle, 21 août 2020
Scénario : Midam - Patelin - Dessin : Midam - Adam - Couleurs : Ben BK -  (ISBN 979-1-0347-4800-6)
- 20. Deep Impact, Dupuis, Marcinelle, 20 août 2021
Scénario : Midam - Patelin - Dessin : Midam - Adam - Couleurs : Ben BK -  (ISBN 979-1-0347-5432-8)
- 21. Rap incident, Dupuis, Marcinelle, 19 août 2022
Scénario : Midam - Benz - Dessin : Midam - Adam - Couleurs : Ben BK -  (ISBN 9791034762965)
- 22. Road Tripes[19],[20], Dupuis, Marcinelle, 25 août 2023
Scénario : Midam - Patelin - Dessin : Midam - Adam - Couleurs : Ben BK -  (ISBN 9791034768752)
- 23. Rest in pieces[21],[22], Dupuis, Marcinelle, 6 septembre 2024
Scénario : Midam - Benz - Dessin : Midam - Adam - Couleurs : Angèle -  (ISBN 978-2-8085-0502-4)
- Game Over hors série :
  - 2012 : Game Over forever (ISBN 978-2-930618-28-9)
  - 2013 : Game Over the origins (ISBN 978-2-930618-43-2)
  - 2019 : Midam's director's cut (ISBN 978-2-344-03565-8)
  - 2020 : Princess Over, compilation  (ISBN 978-2-344-03861-1)
  - 2021 : Attack of the Blorks (ISBN 978-2-344-04778-1)
  - 2025 : Game Zoover - Best of zoo[23] (ISBN 978-2-344-06940-0)

#### Harding was here
- Harding was here[6],[24], Quadrants, coll. « Azimut », Toulon, juin 2008
Scénario : Midam - Dessin : Adam - Couleurs : Jérôme Maffre -  (ISBN 9782302002210)

Grrreeny
- 2010 : Sors tes griffes pour ta planète (Prix Collégien du Musée des Confluences de Lyon en 2011).
- 1. Vert un jour, vert toujours, MAD Fabrik, 23 mai 2012
Scénario : Midam, Patelin - Dessin : Midam, Netch, Adam - Couleurs : Ben BK -  (ISBN 9782930618210),Prix du Livre Environnement 2012 de la Fondation Veolia.
- 2. Un cadeau de la nature, MAD Fabrik, 12 juin 2013
Scénario : Midam, Patelin - Dessin : Midam, Julien Mariolle, Netch, Adam - Couleurs : Ben BK -  (ISBN 9782930618456)
- 3. Habitons bio !, MAD Fabrik, 20 mai 2014
Scénario : Midam, Patelin, Araceli Cancino - Dessin : Midam, Julien Mariolle, Adam - Couleurs : Madeline Feuillat -  (ISBN 978-2-7234-9982-8)
- 4. Green Anatomy[25], MAD Fabrik, 3 février 2016
Scénario : Midam, Julien Mariolle, Patelin, Araceli Cancino - Dessin : Midam, Julien Mariolle - Couleurs : Ben BK - Adam -  (ISBN 978-2-7234-9983-5)

Kid Paddle

#### Maya
- 1. Poussières d'étoiles[11],[9],[10],[8], Glénat, coll. « Tchô ! », Grenoble, 24 août 2022
Scénario et dessin : Adam - Couleurs : Philippe Ory -  (ISBN 978-2-344-04753-8)
- 2. Auprès de mon arbre[26],[12],[27], Glénat, coll. « Tchô ! », Grenoble, 26 février 2025
Scénario et dessin : Adam - Couleurs : Philippe Ory -  (ISBN 978-2-344-05454-3)

### Collectifs
- Bon voyage !, Mediatoon Licensing, juillet 2016
Scénario : collectif dont Éric Verhoest - Dessin : collectif dont Adam - Couleurs : quadrichromie -  (ISBN 979-10-90870-15-4),Publié pour les Aéroports de Paris. Album bilingue : français / anglais. Contient des jeux, coloriages et des BD du Marsupilami, Boule et Bill et Garfield.

## Prix et récompenses
- 2005 :  prix Saint-Michel jeunesse pour Game Over, t. 1 : Blork Raider (avec Midam).

#### Périodiques
- Frédéric Bosser, « L'amateur d'art : Harding was here », dBD, no 25,‎ août 2008, p. 15.
- Paul Satis, « Bienvenue dans mon atelier : Adam », Spirou, Dupuis, no 4531,‎ 12 février 2025, p. 23 (ISSN 0771-8071).

#### Articles
- Midam et Adam Devreux (interviewés par Nicolas Anspach), « Midam et Adam : « Game Over est sans doute la BD muette la plus lue ». », ActuaBD,‎ 23 août 2006 (lire en ligne, consulté le 9 février 2025).

### Vidéographie
[vidéo] « Adam Devreux (l'auteur de bande dessinée de 'Game Over') à F.A.C.T.S., Gand », sur YouTube